# Økonomer uden grænser
Økonomer Uden Grænser (ØUG) er en organisation bestående af økonomistuderende, der tilbyder gratis økonomisk konsulenthjælp til hjælpeorganisationer og -projekter. Organisationen har sine rødder i Økonomisk Institut på Københavns Universitet og består i dag af ca. 45 frivillige konsulenter og over 1000 støttemedlemmer . ØUG har blandt andet fungeret som konsulent for Mellemfolkeligt Samvirke, Fødevarebanken, IBIS, Ungdommens Red Barnet og Dansk Kvindesamfunds Rådgivning . Organisationen er endvidere en af stifterne af projektet "Styr Din Gæld", i samarbejde med Forbrugerrådet Tænk og Danske Studerendes Fællesråd, et projekt der forsøger at give unge en bedre privatøkonomi .